# Trusted Asset Advisor
Trusted Asset Advisory ist die Bezeichnung für ein Konzept der Vermögensberatung.

## Geschichte
Es hat sich aus den Bankdienstleistungen Private Banking und Private Wealth Management entwickelt und ist als dessen Weiterentwicklung zu verstehen. Dieses Konzept soll die vertrauensvolle Beziehung zwischen einer wohlhabenden Privatperson und ihrem Vermögensberater als Erfolgsfaktor in den Mittelpunkt stellen. Der Begriff Trusted Asset Advisor wird in Deutschland erstmals von der im Jahr 2010 gegründeten Runte, Stadtmüller & Mönkediek GmbH (heute „ProVidens Vermögensmanagement GmbH“) verwendet, drei ehemaligen Beratern der Deutschen Bank, die sich auf die Betreuung von Kunden mit einem liquiden Vermögen von mehreren Millionen Euro spezialisiert haben.

## Hintergrund
Vertrauen erfährt nach Ansicht des „Trusted Asset Advisor“ Konzepts in der Arbeitsweise von Beratertätigkeiten bisher keine ausreichende Würdigung. Traditionell wird die emotionale Distanz zum Kunden analog zu Professionalität gesehen, Geschäftsbeziehungen sollen vermeintlich rational abgewickelt werden, Privates soll vom Berufsleben getrennt werden. Entscheidungen werden jedoch erheblich von Emotionen und nicht unbedingt von Logik beeinflusst. Wird das Bedürfnis nach Verständnis dieser Emotionen nicht aufgegriffen, fühlt sich der Kunde allein gelassen. Versteht man die Emotionen des Kunden, entsteht hingegen eine vertrauensbasierte Kundenbeziehung, die den Kunden und seine Wünsche ernst nimmt. Dies macht ihm seine Entscheidungen leichter, er fühlt sich akzeptiert und respektiert, was emotionale Nähe schafft. Durch die unabhängige Arbeit des Beraters, seine Ehrlichkeit und den Ausschluss von Interessenkonflikten entstünde dann gemeinsames Interesse und gegenseitiges Vertrauen.

## Vertrauen
Das gegenseitige Vertrauen ersetzt dabei nicht die für die Vermögensanlage unabdingbare Fachkompetenz des Beraters. Er verfügt über Wissen und Erfahrung, die er allein in den Dienst des Kunden stellen sollte. Somit verändert sich auch die Art des Kontaktes: Die hierarchische Beziehung eines wissenden/informierten Managers und eines wenig informierten Kunden wird zugunsten eines persönlichen partnerschaftlichen Miteinanders verschoben, d. h. der Expertenmythos, der eine Verunsicherung auf Seiten des Kunden bewirkt, wird zugunsten des Vertrauensverhältnisses abgeschafft. Gegenseitiger Respekt vor dem Menschen und Respekt der eigenen festgelegten Grenzen sind ein wesentlicher Bestandteil dieses Ansatzes.
Trusted Asset Advisory will nun dem Grundverständnis, die Ziele und Wünsche des Kunden mit einem hohen Maß an Empathie zu verstehen und danach zu handeln, folgen. Das Vertrauen des Kunden wird honoriert und schafft zusammen mit Erfahrung, Engagement und Expertise die Basis für die Erarbeitung und zuverlässige Umsetzung der besten Strategie für den Kunden.